# CJ Fish
CJ Fish ist das fünfte Album von Country Joe and the Fish. Es wurde 1970 veröffentlicht und erreichte in den Billboard 200 Platz 111.
In ihrer vom Woodstock-Festival bekannten Besetzung knüpfte die Gruppe Country Joe and the Fish noch einmal an den psychedelischen Stil ihrer ersten beiden Alben an. Doch die unmittelbar bevorstehende Trennung der Gruppe zeichnete sich bereits ab: Country Joe McDonald brachte kurz vor dem Erscheinen seine ersten beiden Soloalben Thinking of Woody Guthrie und Tonight I’m Singing Just for You heraus.

## Titelliste
1. Sing Sing Sing  (Melton) – 3:01
2. She’s a Bird  (McDonald) – 4:43
3. Mara  (McDonald) – 2:27
4. Hang On  (McDonald) – 2:22
5. The Baby Song  (McDonald) – 3:42
6. Hey Bobby (McDonald) – 0:28
7. Silver and Gold  (McDonald) – 4:22
8. Rockin‘ Round the World  (McDonald) – 2:16
9. The Love Machine  (Melton) – 2:28
10. The Return of Sweet Lorraine  (McDonald) – 2:46
11. Hand of Man  (McDonald) – 3:41

## Besetzung
- Country Joe McDonald (Gitarre/Gesang)
- Barry „Fish“ Melton (Gitarre/Gesang)
- Mark Kapner (Orgel)
- Doug Metzner (Bass)
- Greg Dewey (Schlagzeug)